# Anonymomys mindorensis
Anonymomys mindorensis (Musser, 1981) è un roditore della famiglia dei Muridi, unica specie del genere Anonymomys (Musser, 1981), endemica dell'isola di Mindoro.

## Etimologia
Il nome generico deriva dalla combinazione della parola inglese Anonymous e dal suffisso -mys utilizzato per le specie affini ai topi, con chiara allusione alla volontà di rimanere nell'anonimato della persona che ha contribuito finanziariamente alle ricerche scientifiche dell'American Museum of Natural History. Il termine specifico invece indica la località di provenienza della specie.

## Descrizione

### Dimensioni
Roditore di medie dimensioni, con lunghezza della testa e del corpo di 125 mm, la lunghezza della coda di 206 mm, la lunghezza dei piedi di 31 mm e la lunghezza delle orecchie di 17 mm.

### Caratteristiche craniche e dentarie
Il cranio ha un rostro corto, robusto e un'ampia regione inter-orbitale.
Sono caratterizzati dalla seguente formula dentaria:

### Aspetto
Sul dorso la pelliccia è lunga e densa, con numerosi peli spinosi. Il colore delle parti superiori varia dall'ocra brillante al fulvo, mentre le parti inferiori sono color crema.  Le orecchie sono piccole, marroni chiare e ricoperte di pochi peli sparsi. Le vibrisse sono lunghe fino a 55 mm. I piedi sono corti e larghi, color marrone chiaro e con artigli corti, affilati e ricurvi, incluso quello presente sull'alluce. Sono inoltre presenti dei cuscinetti plantari ben sviluppati. La coda è molto più lunga della testa e del corpo, è uniformemente marrone e provvista di un ciuffo di peli all'estremità. Sono presenti 13-15 anelli di scaglie per centimetro. Questa specie è molto simile esternamente a Niviventer cremoriventer e potrebbe essere la controparte ecologica sull'isola di Mindoro.

## Biologia

### Comportamento
È probabilmente una specie arboricola e notturna.

## Distribuzione e habitat
Questa specie è endemica del Picco Ilong, nel massiccio del monte Halcon, sull'isola filippina di Mindoro.
Vive nelle foreste fino a 1.400 metri di altitudine.

## Conservazione
La IUCN Red List, considerato che questa specie è poco conosciuta, classifica A.mindorensis come specie con dati insufficienti (DD).